# Lufthansa Regional

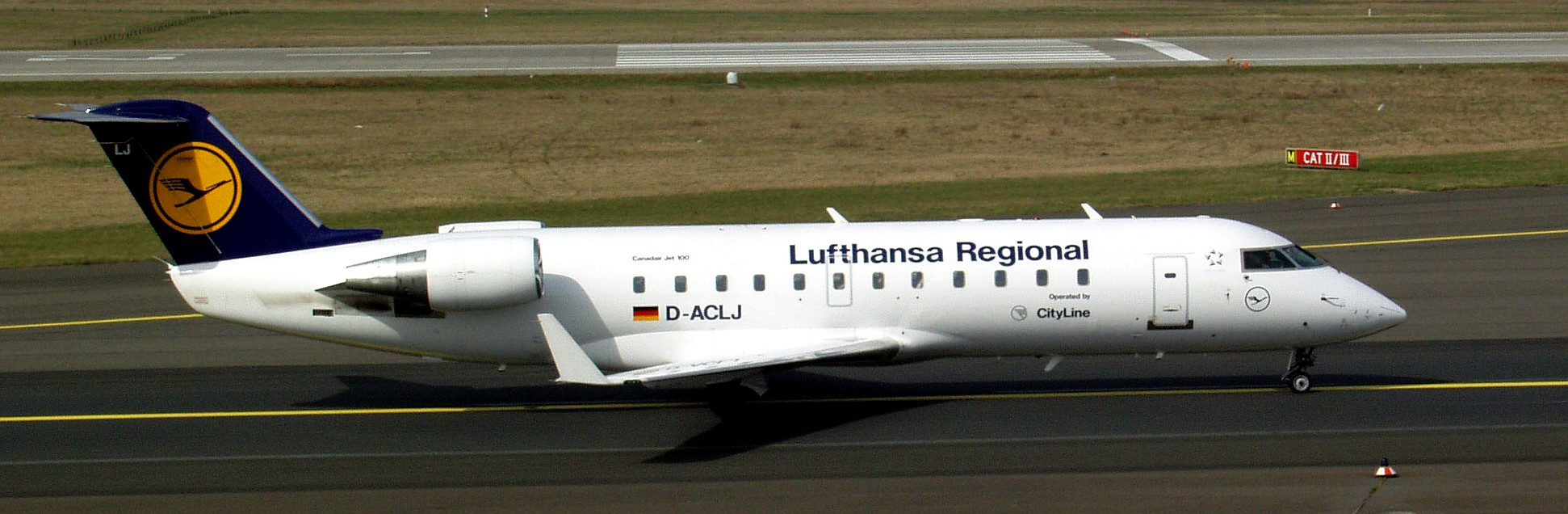
CRJ-100 da CityLine

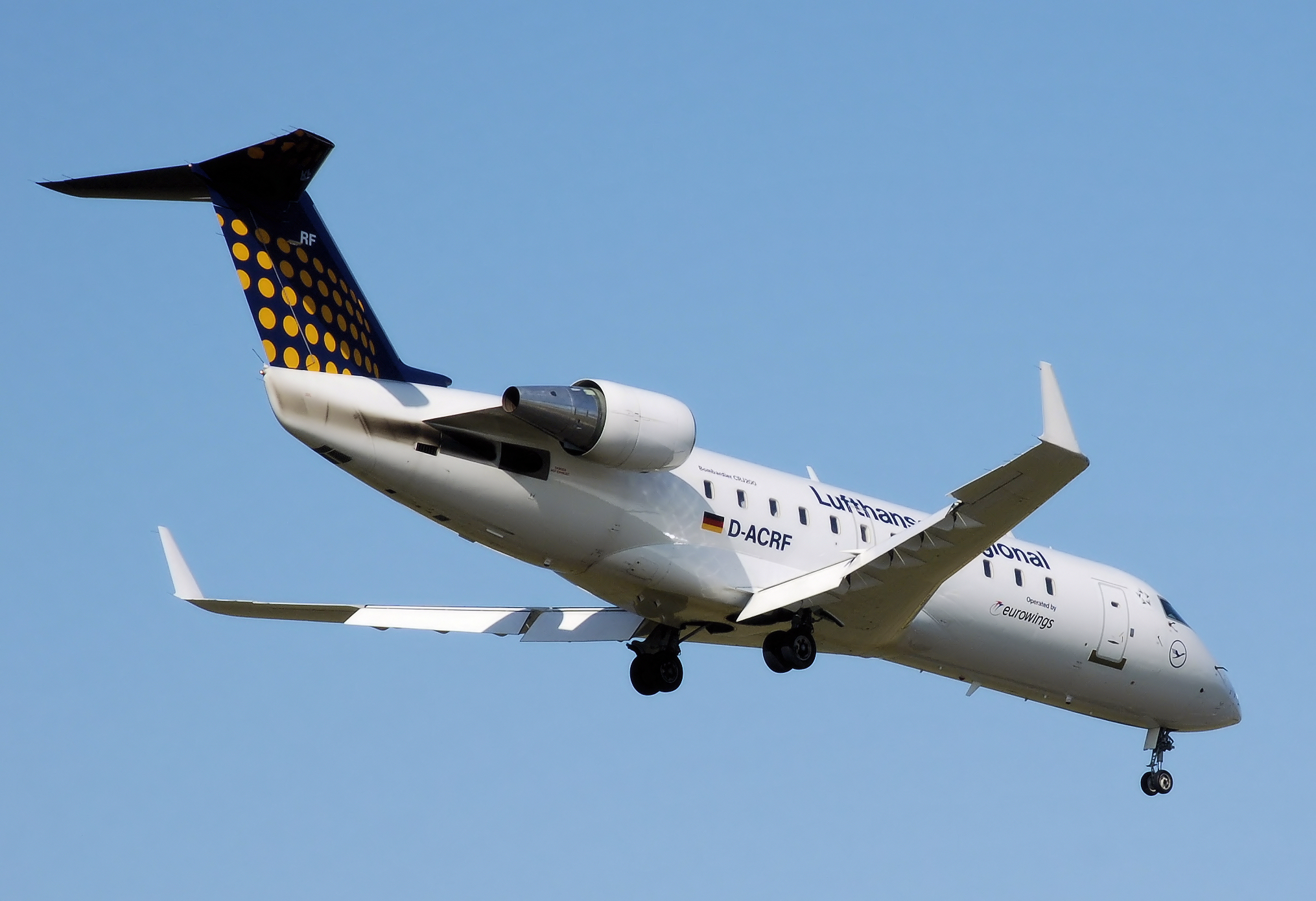
CRJ-200 da Eurowings

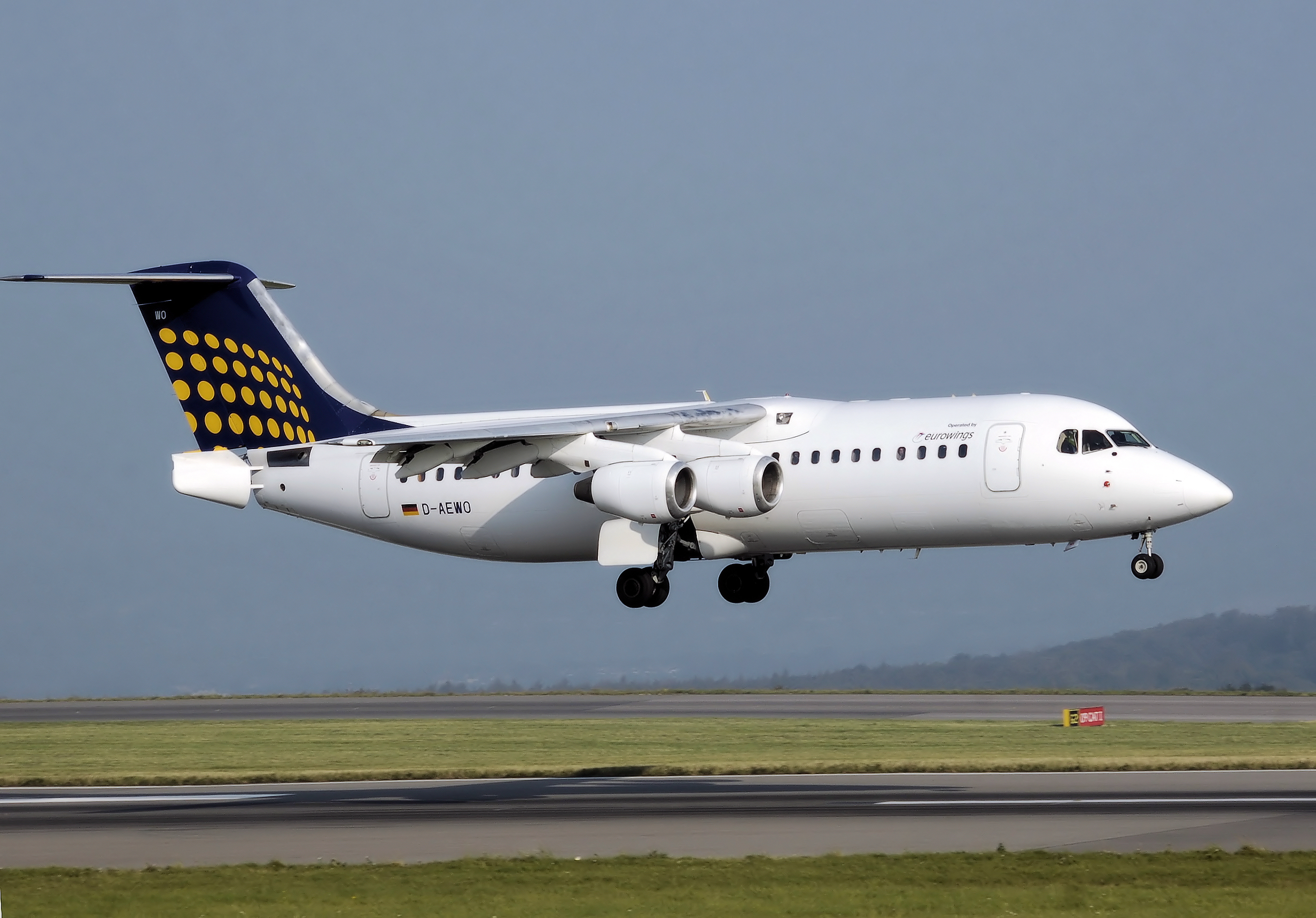
BAe 146-300 da Eurowings

A Lufthansa Regional é uma aliança de linhas aéreas regionais da Lufthansa. Transporta cerca de 10,5 milhões de passageiros por ano, para cerca de 80 destinos europeus, através de 150 rotas. A Lufthansa Regional opera com uma frota de cerca de 150 aeronaves, e efectua cerca de 5.700 voos semanais.

## Parceiros
A Lufthansa Regional tem três linhas aéreas que operam para si como parceiros:
- Air Dolomiti
- Eurowings
- Lufthansa CityLine

## Frota
- Lufthansa CityLine (Dados de abril de 2014):
  - 14 Bombardier CRJ700 
  - 12 Bombardier CRJ900 
  - 09 Embraer 190
  - 24 Embraer 195

- Eurowings (abril de 2014):
  - 23 Bombardier CRJ900

- Air Dolomiti (abril de 2014):
  - 10 Embraer 195